# Moduino
Moduino, o Modoino (Germanico: Muadwin, latino: Modoinus, Moduinus Augustodunensis) (c. 770 – 840/3), è stato un vescovo e poeta franco, contemporaneo di Carlo Magno e Ludovico il Pio.
In giovane età, fu membro della Schola palatina e conobbe le personalità più importanti della corte carolingia (Alcuino, Angilberto, Teodulfo, Eginardo, Walafrido Strabone, Floro di Lione); in seguito, fu vescovo di Autun e consigliere leale dell’imperatore. 
Per firmare le sue poesie, scelse il soprannome di Nasone, riprendendo il cognomen di Ovidio (Publio Ovidio Nasone) e nelle sue egloghe celebrò la renovatio carolingia e la rinascita dell’impero romano sotto Carlo Magno.

## Biografia
Le notizie biografiche sono scarse e poco sicure e non si conoscono né la data né il luogo di nascita. Probabilmente studiò e ricevette la sua prima formazione nel Sud della Francia, a Lione, dove nel primo decennio del IX secolo fu abate del monastero di Saint-Georges. 
Intorno all’800, ancora molto giovane, entrò nella corte carolingia e intrecciò rapporti con i principali intellettuali dell’epoca: fu allievo di Alcuino, il quale gli dedicò  il carme “En tuus Albinus”;  strinse una profonda amicizia con Teodulfo d’Orleans, a cui scrisse una lettera per consolarlo dell'esilio nell’820; conobbe anche Angilberto, al quale fa affettuosamente riferimento nella prima egloga, e Eginardo.
Moduino assunse un ruolo di primo piano sotto il successore di Carlo, Ludovico il Pio, di cui divenne uno dei più fedeli consiglieri. Nell’815 fu nominato vescovo della città di Autun, carica che mantenne fino alla morte. Durante le tormentate lotte intestine degli anni ‘30, Moduino rimase sempre leale a Ludovico e Carlo il Calvo. Per questa sua fedeltà, Walafrido Strabone lo paragona "al marinaio che osserva gli scogli e li segnala al pilota, impedendo alla nave di fare naufragio”.
Nel’835 Ludovico riuscì a riprendere definitivamente il controllo dell’Impero e, durante il sinodo di Thionville, fece deporre gli uomini di chiesa che lo avevano tradito; tra essi vi era Agobardo, arcivescovo di Lione e sostenitore di Lotario. Dopo la sua destituzione, Moduino assunse, in qualità di missus dominicus, la reggenza della diocesi di Lione fino all’837. Durante l’incarico si dimostrò un capace funzionario e tentò di limitare il potere ecclesiastico locale subordinandolo all’autorità civile; per questo, fu violentemente attaccato da Floro, allievo di Agobardo e assertore dell’indipendenza della chiesa, che lo accusò di aver fatto giudicare dei chierici a dei tribunali laici, “avendo così dimostrato meno pietà di Costantino appena uscito dal paganesimo”. 
Morì tra l'840 e l'843.

## Opere
Moduino ci ha lasciato due opere in versi: un’epistola in distici elegiaci inviata all’amico Teodulfo e due libri di egloghe. Oltre a questi due componimenti, attribuiti unanimemente all’autore, compose probabilmente il poemetto noto con il titolo di “Karolus Magnus et Leo Papa” (in sigla KMLP).

### Egloghe
Le egloghe di Moduino sono due poemetti esametrici, di contenuto pastorale, incorniciati da un prologo e un epilogo in distici elegiaci. I modelli di riferimento sono i poeti bucolici di età imperiale: Virgilio soprattutto, ma anche i più tardi T. Calpurnio Siculo e M. Aurelio Nemesiano. Nella poesia carolingia precedente, formule e atmosfere bucoliche si ritrovano di frequente nelle opere di Alcuino e Angilberto, che certamente Moduino conobbe. Un’altra fonte primaria è Ovidio: le egloghe contengono espressioni tratte dall’intero corpus del poeta, creando quella che J. Whitta ha soprannominato “ovidian pastoral”.
Solitamente i due testi vengono collocati cronologicamente tra l’804 e l’814, ma molti studiosi hanno rifiutato questa ipotesi, proponendo di datarli all’VIII secolo..
Nel prologo (12 versi) il poeta dedica a Carlo Magno i gemina libella, composti in suo onore, e inveisce contro le malelingue invidiose (livor edax) che lo accusano di essere sgraziato e di volersi intrufolare di nascosto a corte (furtivos pedes). 
Il primo libro (95 versi) mette in scena il dialogo tra due pastori, seguendo il modello della prima egloga virgiliana: un giovane, tormentato dalle sventure e affranto dal dolore (variis agitati mente procellis), incontra un vecchio che riposa sereno all’ombra (tu frondosa, senex vates, potectus opaca) ed esprime l'invidia per la sua vita tranquilla. Moduino presenta così, allegoricamente (velato carmine), la contrapposizione tra due generazioni di poeti di corte: il senex, un tempo miles e ormai veteranus, raffigura la vecchia classe dirigente franca, che si era distinta per i meriti militari e aveva dato forma allo scheletro istituzionale dell’impero carolingio; il puer, in cui si riconosce Moduino, indica un nuovo gruppo di poeti, più giovani e meno vincolati alla tradizione, che vede la guerra come un lontano ricordo ed è desideroso di godere i frutti di un impero pacificato. 
Il ragazzo sogna di essere accolto a corte (sedes davidicas) e potersi dedicare all’otium e al ludus poetico, ma il senex lo rimprovera duramente: con aspre parole insulta la sua poesia rozza e stonata (Rustica raucisonae […] carmina Musae), indegna di cantare pubblicamente le lodi dell’imperatore (publica nulla canis, nulli tua carmina digna), e lo invita a tornare a comporre versi per i pastori (Rura colendo fuit melius tibi stiva tenere, Agricolam patrio cantando imitarier usu). Il giovane poeta non si dà per vinto e loda la generosità di Carlo che dà a tutti in base ai meriti di ciascuno e che spesso ama divertirsi componendo e ascoltando versi spensierati. 
Al vates, che gli ricorda la fine del pettegolo Ovidio (naso loquax), esiliato e caduto in disgrazia, perché aveva fatto arrabbiare Ottaviano con le sue poesie stravaganti (dicta peregrinis cumulavit biblis), risponde con un elenco di sette poeti beneficati dai propri patroni: tre sono presi dall’antichità (Virgilio, Lucano ed Ennio), quattro sono contemporanei (Omero-Angilberto, Flacco-Alcuino, Teodulfo e Nardo-Eginardo). Tutti quanti avevano ricevuto onori e ricchezze (commercia rerum) grazie alle loro opere, dimostrando che i sovrani rispettano la poesia. Vinto dalle argomentazioni del ragazzo (puerilibus armis) il vecchio tace. 
Ai versi 24-27, il puer Moduino dà vita a un celebre immagine, che esprime emblematicamente gli ideali della rinascita carolingia: il re Carlo ammira dall’alto la città di Aquisgrana, che col suo splendore rinnova i fasti dell’antica Roma.
Rursus in antiquos mutataque secula mores. / Aurea Roma iterum renovata renascitur orbi
Il secondo libro (121 versi) è un altro canto amebeo tra due pastori (Nectilo e Micone), che si ispira alla prima egloga di Calpurnio. In un assolato pomeriggio d’estate, l’anziano Micone invita l’amico a cantare insieme a lui la bellezza della natura e a ripararsi dalla calura estiva all’ombra fresca di un bosco. L’evocazione dell’armonioso mondo bucolico si interrompe quando Nectilo trova incisa sul tronco di un albero una scritta tracciata da una mano divina: pax terris pacem fert, la pace porta pace sulla terra.
Da questo punto in avanti, il lungo intervento di Micone (59-121) sarà tutto una celebrazione della pace, che ha riportato la terra ai tempi della mitica età dell’oro: il sole risplende sul mondo, i popoli barbari sono stati domati, la legge è stata restaurata (gentesque refrenat legibus innumeras), le città e i borghi risorgono e la armi giacciono abbandonate. La concordia dei popoli, uniti in un unico impero (Gentibus una manet cunctis concordia pacis), porta il poeta a paragonare il suo tempo a quello dell’antica Roma come aveva già fatto nell’opera precedente:
Aurea securis nascuntur regna Latinis. / lta reversuros iam cernit Roma tropheos.
Al verso 118, Moduino scopre il gioco allegorico e rivela apertamente che il sole, che rischiara le tenebre e che reprime le forze del disordine, è Carlo, l’imperatore che per primo aveva restaurato compiutamente la gloria di Roma.
Nell’epilogo (10 versi), il poeta (ille ego Naso tuus tibi carmina mitto pusillis) si rivolge ancora una volta al sovrano pregandolo di accettare i suoi poveri doni e promettendogli che, se verrà accolto favorevolmente, si dedicherà a comporre poesie su tutte le sue imprese (ordine cuncta volo gesta referre tua).
Le due egloghe nonostante le notevoli differenze sono strettamente collegate: se nella prima Moduino esprime il desiderio di essere accolto a corte grazie alla sua poesia, la seconda dimostra come i topoi del canto bucolico possano diventare strumento di celebrazione dell’impero e inserirsi perfettamente nella produzione panegirica contemporanea.

### Epistola a Teodulfo
Moduino scrisse intorno all’ 820 una lettera in distici elegiaci all’amico Teodulfo. Teodulfo fu un membro importante della corte di Carlo: nominato vescovo di Orleans nel 797, venne destituito nell’818 da Ludovico il Pio, che lo accusò di tradimento e lo confinò nel monastero di Angers, dove morì nell'821. 
Teodulfo inviò all’amico una lunga lettera in cui al lamento per l’ingiustizia subita, fece seguire una sorprendente allegoria ornitologica della crisi politica che stava lacerando l’impero. 
Nella risposta, Moduino, dopo essersi scusato per la sua incapacità poetica (arte rudis cum sim, sic me quoque posse negabo respondere tuis versibus eximiis), rivolse parole piene d'affetto a Teodulfo, dicendosi molto addolorato per il suo esilio (saepe tuam ingeminans luxi flens ipse ruinam, pro dolor, amisso exul honore peris) e paragonando l’amico a Ovidio, anche lui esiliato non per una colpa, ma a causa dell’invidia (livor edax […] insons est factus exul ob invidiam) suscitata dal suo troppo ingenium (laesus ab ingenio es). Infine, nonostante fosse convinto della sua innocenza, lo pregò di sottomettersi alla pietà di Ludovico e accettare un compromesso che gli avrebbe ridonato la libertà.

### Il Karolus Magnus et Leo Papa
Il KMLP è un componimento poetico in esametri in lode di Carlo Magno, che descrive l’incontro tra il Papa Leone III e l’imperatore, avvenuto a Paderborn nel 799. Diversi studiosi hanno proposto l’attribuzione di questo componimento a Moduino, apportando prove di carattere stilistico e contenutistico. 
Dal punto di vista formale, le somiglianze con le poesie di Moduino sono notevoli: alcuni versi sono ripresi quasi letteralmente e alcune espressioni rappresentano un hapax in tutta la letteratura medievale; la scarsa circolazione delle sue opere sembra rendere improbabile la citazione consapevole da parte di un secondo autore. Inoltre, nel KMLP si riscontrano alcune immagini caratteristiche di Moduino: Carlo che ammira dall’alto Aquisgrana, accostata alla nuova Roma che risorge, l’imperatore che viene paragonato al sole, una attenta descrizione del paesaggio, la scrittura paragonata alla navigazione, l’affectatio modestiae, la polemica con i senes vates. 
Dal punto di vista strutturale, mentre nell’epilogo delle egloghe si esprime il desiderio di cantare le gesta del sovrano, nel prologo del KMLP si fa riferimento a due poemetti composti dallo stesso autore in precedenza: l’ipotesi che i due testi siano complementari sembra plausibile. A questi elementi, si aggiungono motivazioni di carattere codicologico (l’unico manoscritto del KMLP conservato contiene anche le opere di Moduino) e metrico.
Tra tutti i possibili candidati, Moduino sembra dunque il più probabile. Accogliendo questa ipotesi, l’opera sarebbe stata composta nei primi anni dell’800, dopo la scrittura delle egloghe, e avrebbe sancito il definitivo ingresso di Moduino nella corte di Carlo.

## Fortuna
L’opera di Moduino non ebbe un’ampia diffusione, ma le sue poesie ebbero una discreta circolazione tra gli intellettuali carolingi: Walafrido Strabone (morto nell’847) scrisse una lettera al poeta in cui lamentava il suo silenzioe mandò a un suo amico, Prudenzio di Troyes, i Carmina di Modoinus Magnus; Ermoldo Nigello nei suoi componimenti in onore di Ludovico e Pipino cita spesso le due egloghe; Ermenrico, abate di Ellwangen, nella lunga lettera a Grimaldo di San Gallo (850), riprende per intero numerosi versi delle egloghe; Floro, il diacono di Lione che criticò duramente le sue ingerenze nella politica ecclesiastica della diocesi, gli rivolse una lettera in cui lo ringraziava calorosamente per una sua poesia. Infine, nel catalogo dei manoscritti di Reichenau, compilato nel 821-822, si fa riferimento a un Metrum Muadwini Nasonis.

## Manoscritti ed edizioni
I due libri delle egloghe sono conservati da due manoscritti: il London, British Library, Add 11304 (ff. 36v-40) del IX-X sec. [L] e il Darmstadt, Hessische Landes-und-Hochschul Bibliothek, 3301 (ff. 1-3) del IX sec. [W]. I due manoscritti presentano errori e varianti comuni e derivano indipendentemente da un archetipo comune. Entrambi i codici conservano oltre alle egloghe anche la corrispondenza con Teodulfo e altre opere poetiche contemporanee. 
La prima edizione moderna di riferimento è quella di Ernst Dümmler nei MGH PLAC I, 1881, basata sul ms. L, ripubblicata e rivista 5 anni dopo, collazionando il ms. W.
La prima edizione commentata e tradotta in una lingua moderna, con un ricchissimo apparato di loci paralleli è quella di Dietmar Korzeniewski, 1976; di notevole interesse anche l’edizione e il commento di Roger P.H. Green, 1980. In lingua italiana, l’unica parziale edizione commentata e tradotta è quella di Francesco Stella nella sua antologia dei poeti carolingi, 1995, limitata al prologo e alla prima egloga.
L’epistola di Teodulfo è stata trasmessa nel corpus del vescovo orleanese, per cui l’edizione di riferimento è quella di Dümmler nei MGH, PLAC I, 1881 pp. 569-573.
Per il KMLP, il testo è trasmesso da un solo testimone (Zürich, Zentralbibliothek, C. 78), un manoscritto miscellaneo che conserva anche la corrispondenza tra Moduino e Teodulfo. L’edizione critica di riferimento oggi è quella di Franz Brunhölz del 1999.